# Anastasios Venetīs
Anastasios Venetīs (in greco Αναστάσιος Βενέτης?; Larissa, 24 marzo 1980) è un ex calciatore greco, di ruolo difensore.

## Carriera

### Club
Il 1º luglio 2009 viene acquistato dalla squadra greca del Kerkyra.